# Mortes em dezembro de 2023
Mortes em 2023: ← Janeiro – Fevereiro – Março – Abril – Maio – Junho – Julho – Agosto – Setembro – Outubro – Novembro – Dezembro →
Esta é uma relação de pessoas notáveis que morreram durante o mês de dezembro de 2023, listando nome, nacionalidade, ocupação e ano de nascimento.

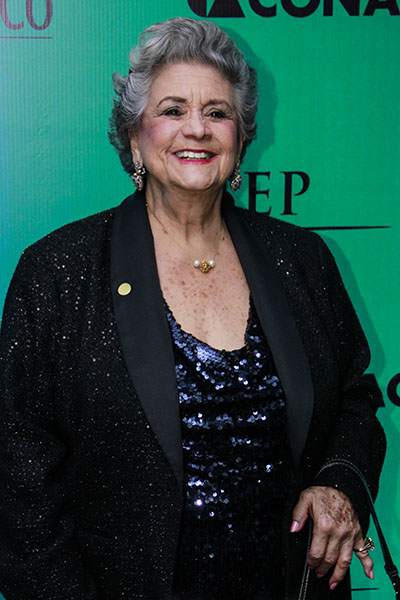
Queta Lavat, atriz mexicana.

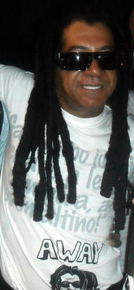
Gil Brother Away, humorista brasileiro.

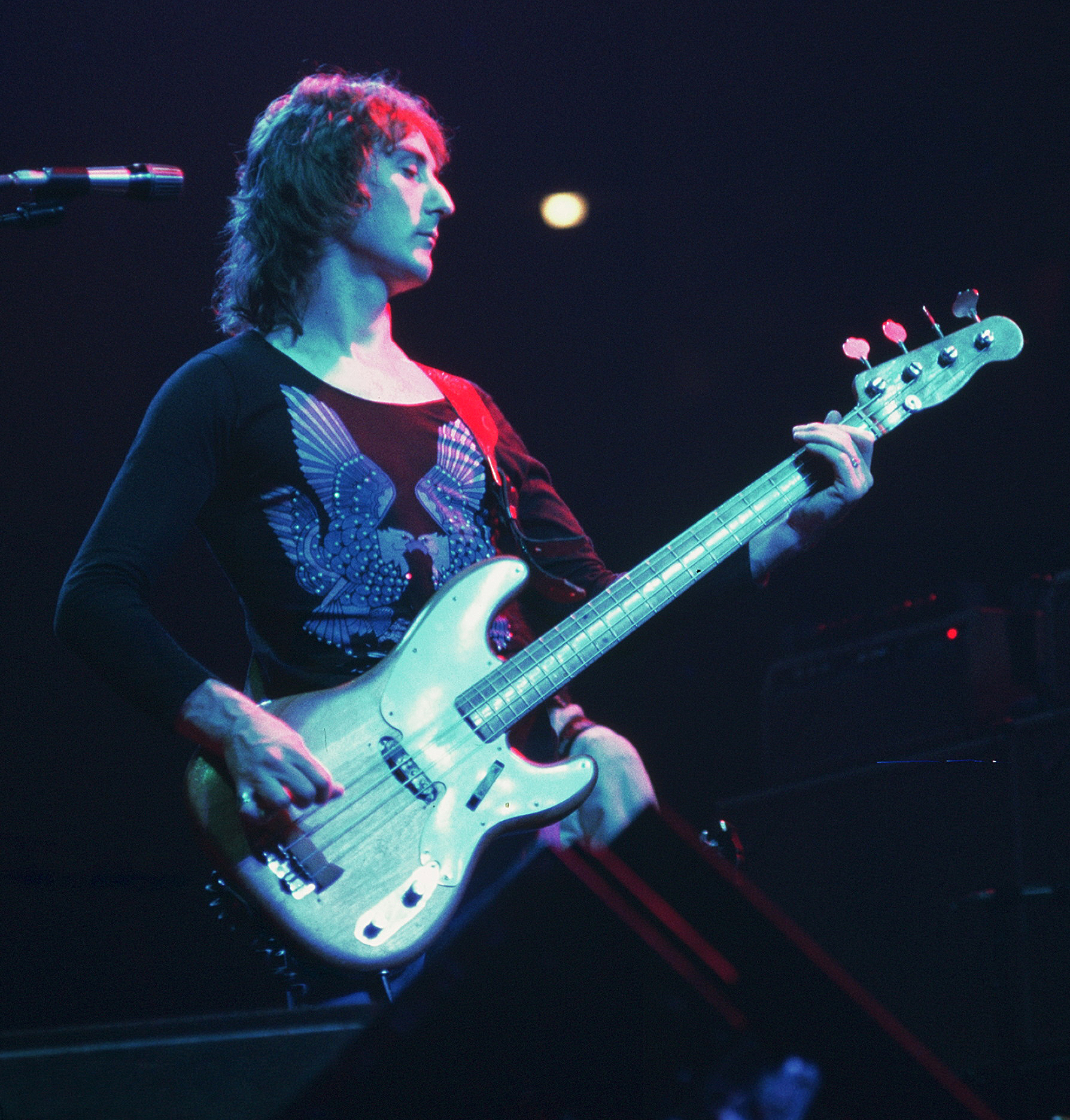
Denny Laine, músico britânico.

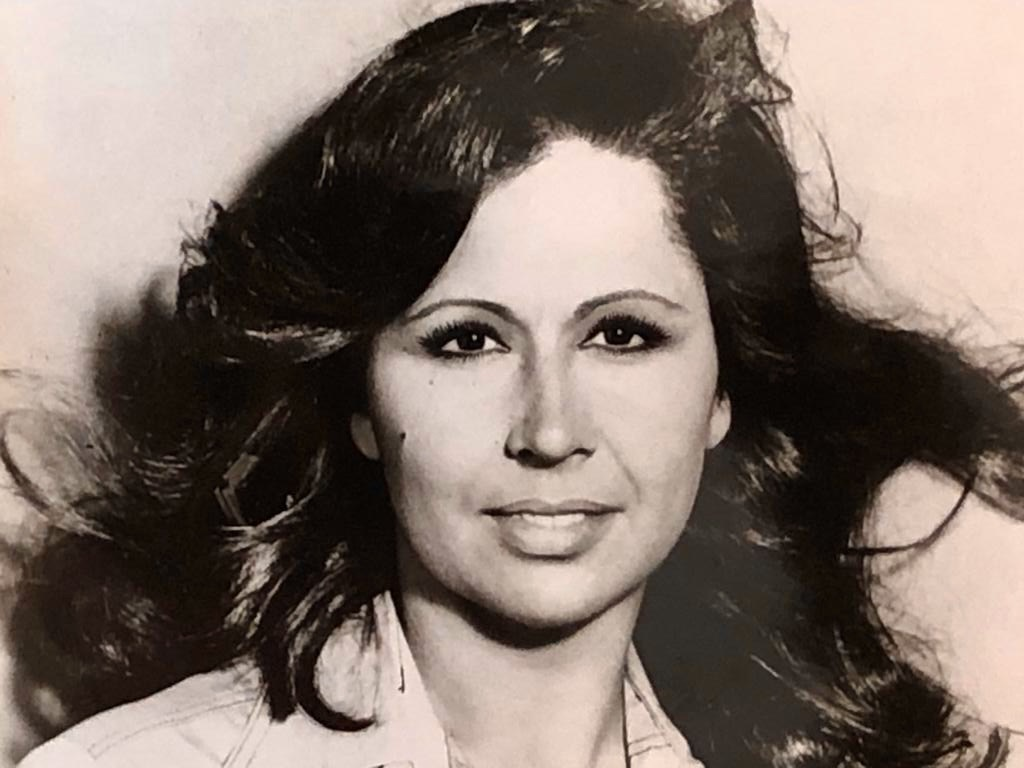
Teresa Silva Carvalho, cantora portuguesa.

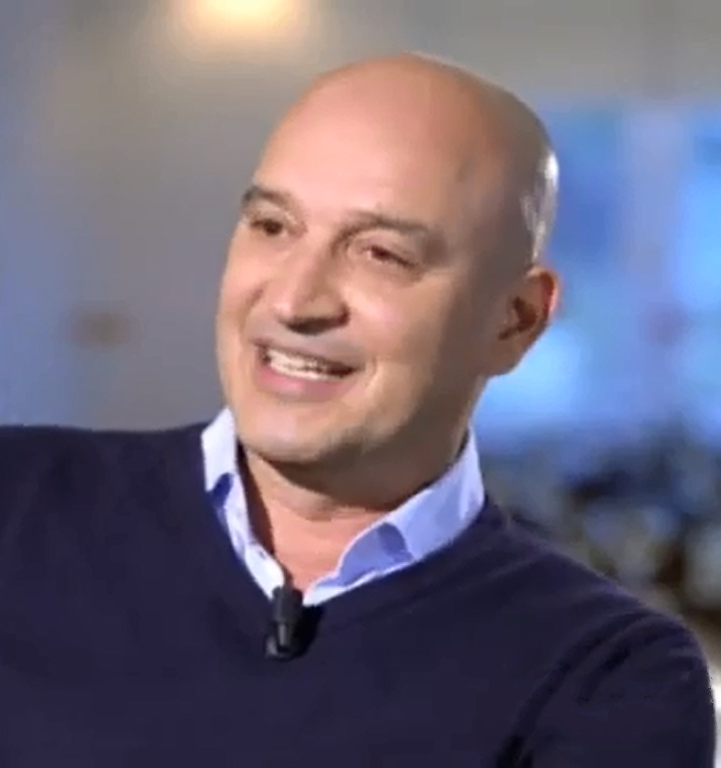
Nuno Graciano, apresentador e empresário português.

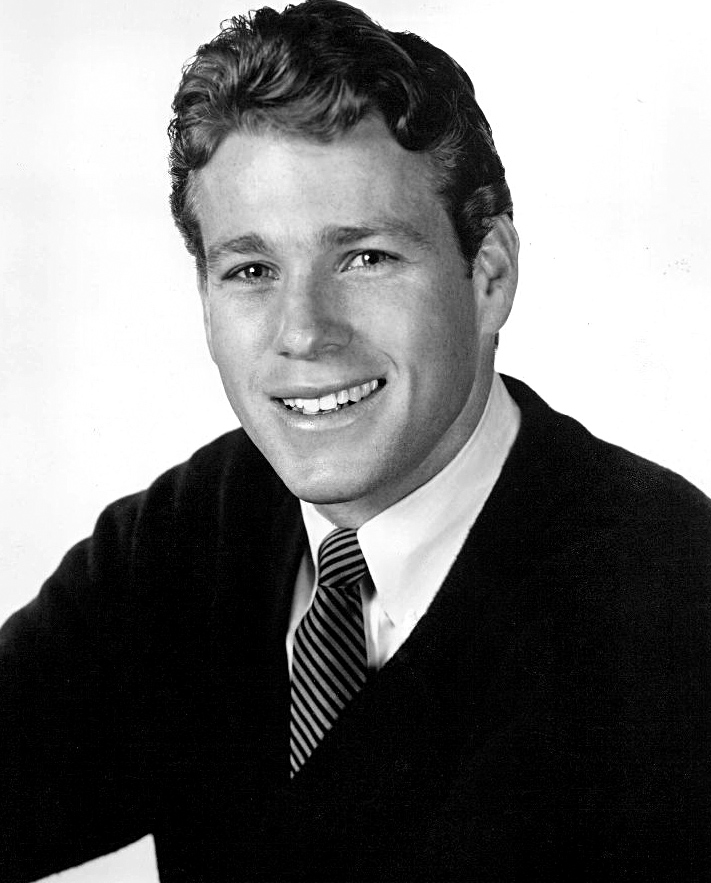
Ryan O'Neal, ator e pugilista americano.

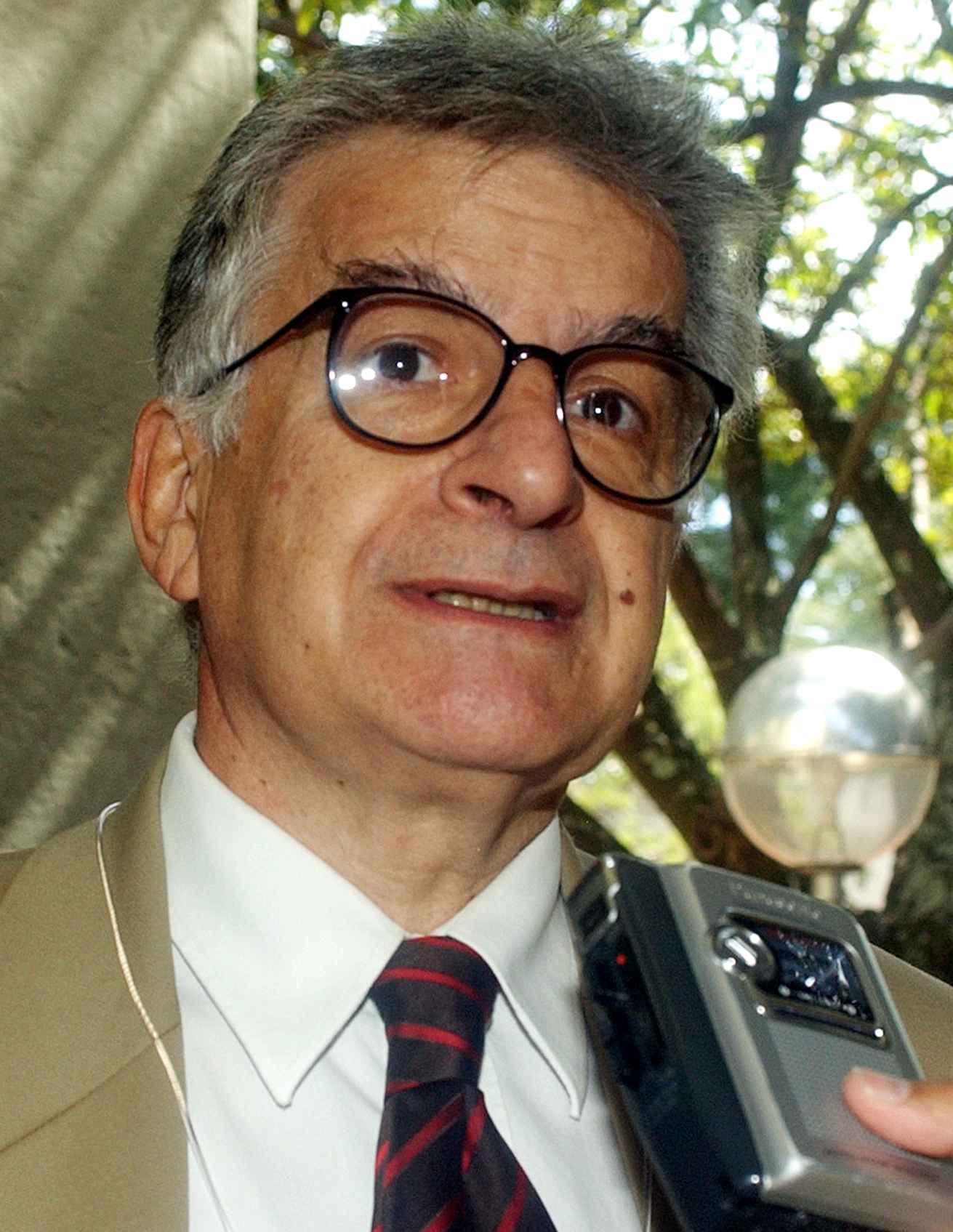
Ennio Candotti, físico ítalo-brasileiro.

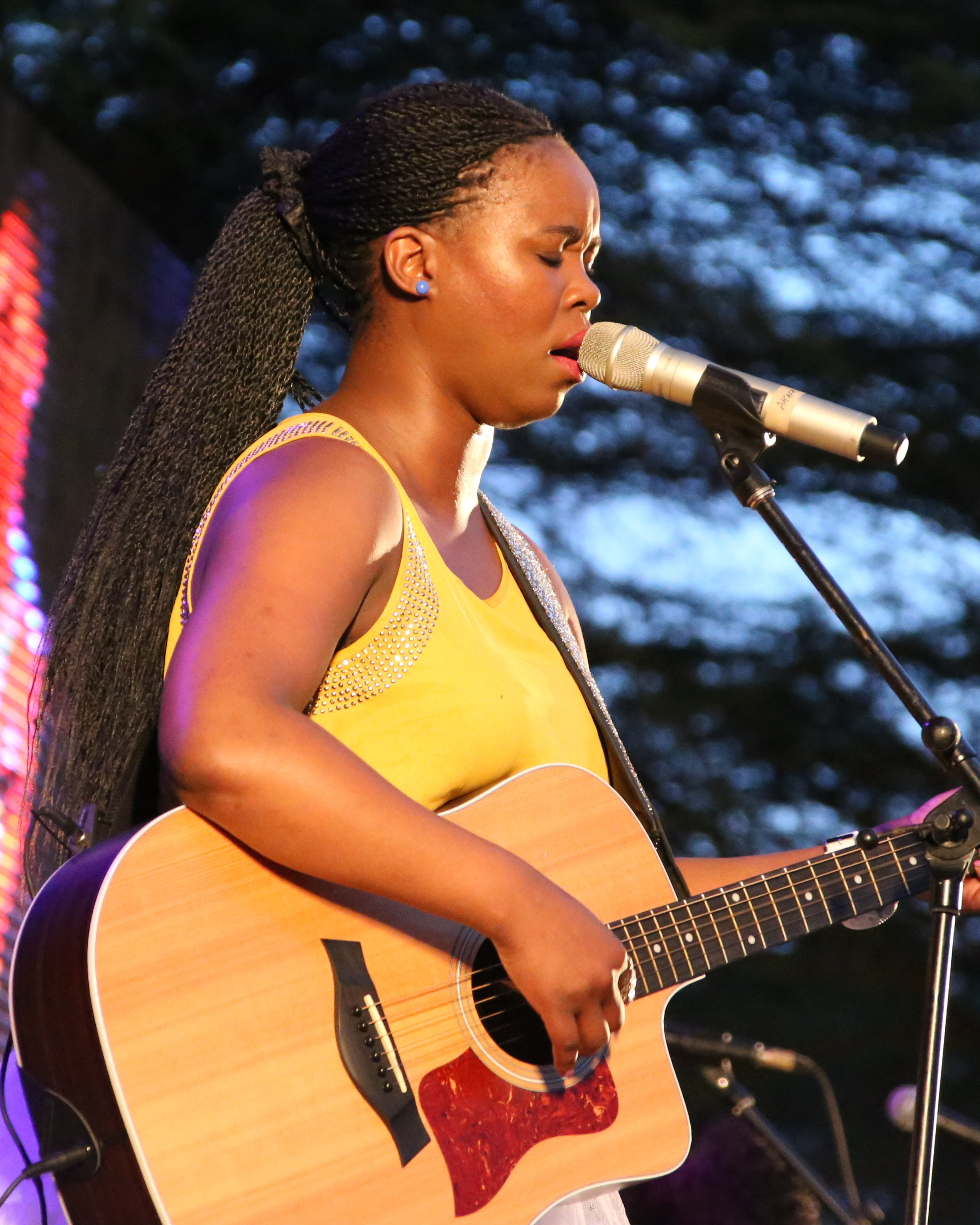
Zahara, cantora sul-africana.

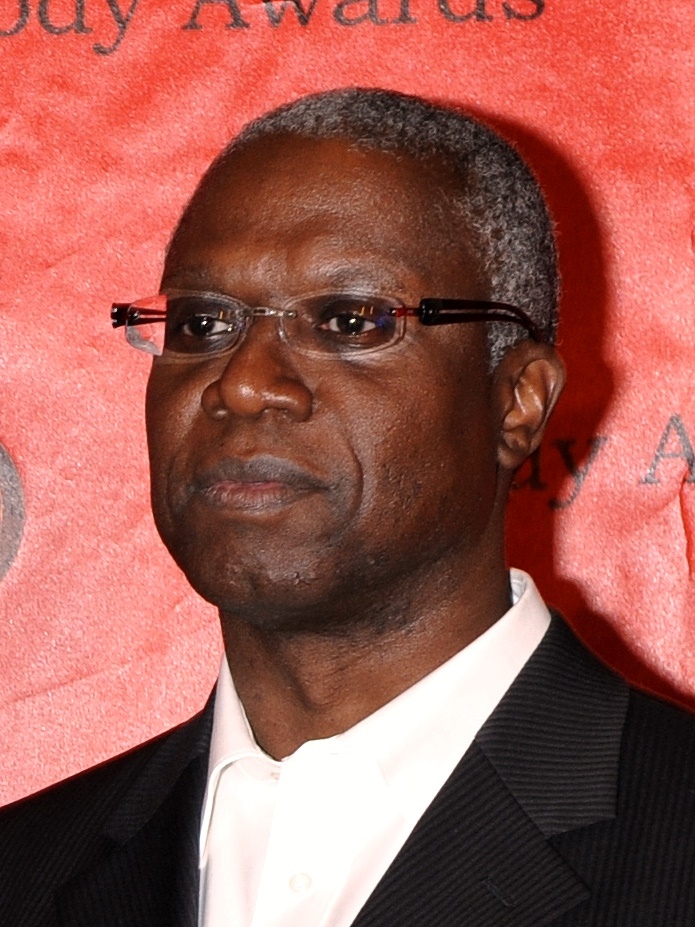
Andre Braugher, ator estadunidense.

Carlos Lyra, cantor e compositor brasileiro.

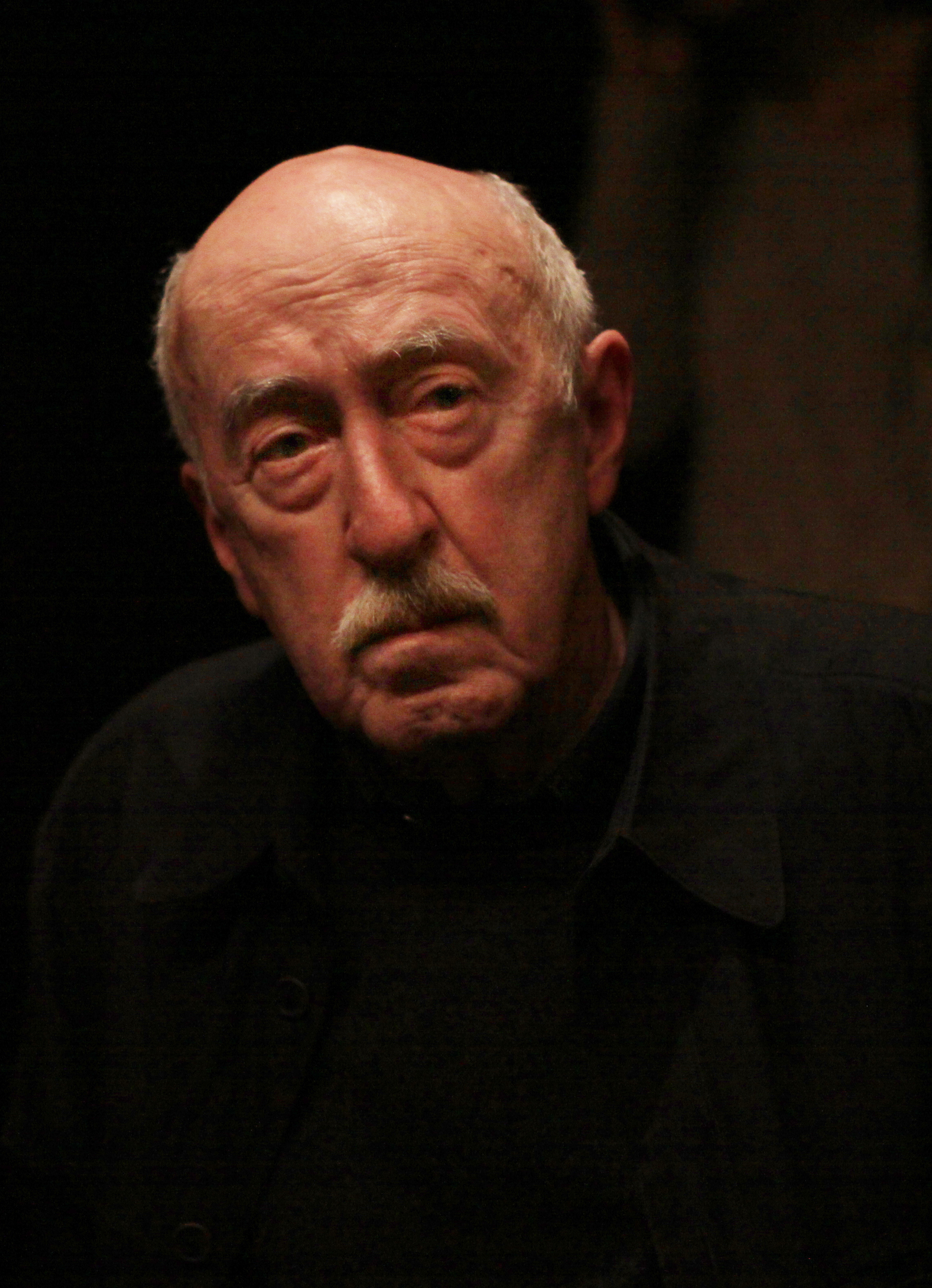
Otar Iosseliani, cineasta soviético-georgiano.

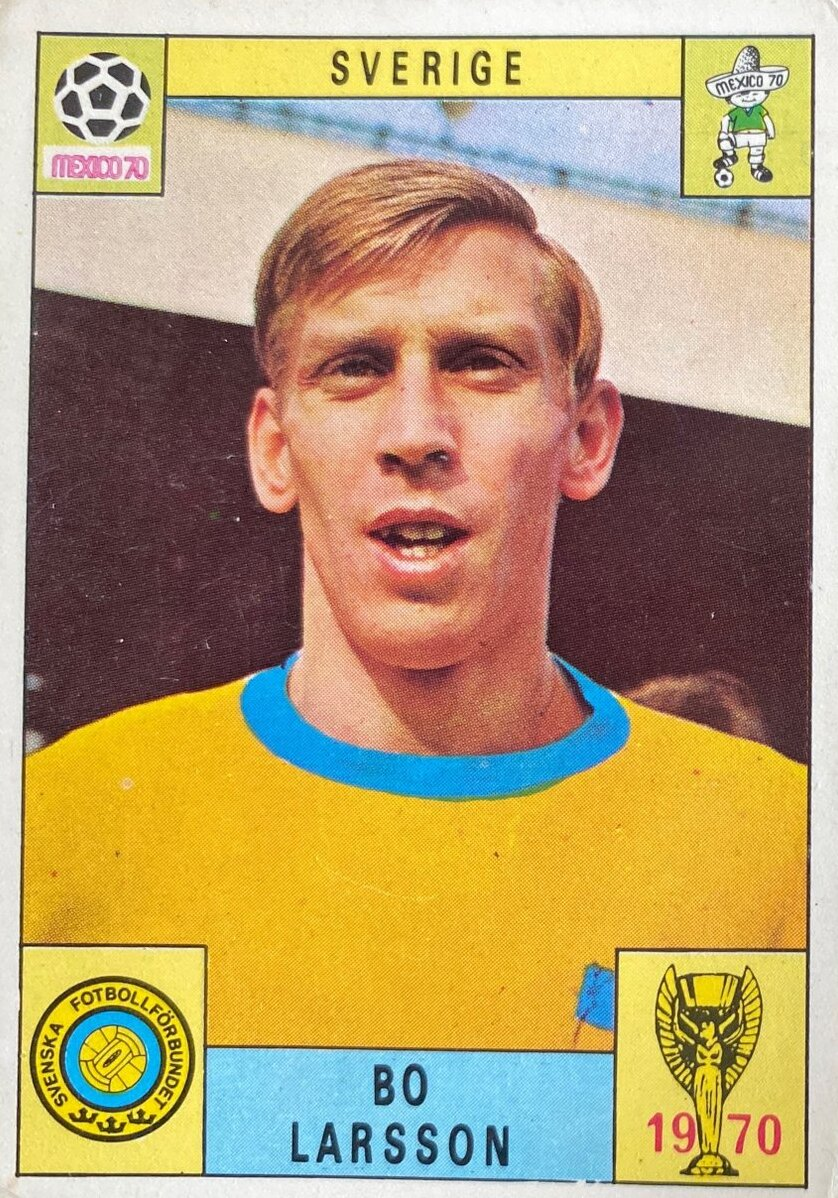
Bo Larsson, futebolista sueco.

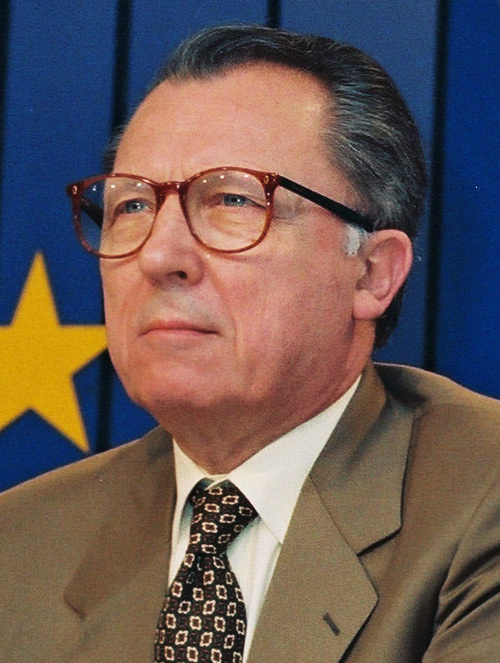
Jacques Delors, político francês.

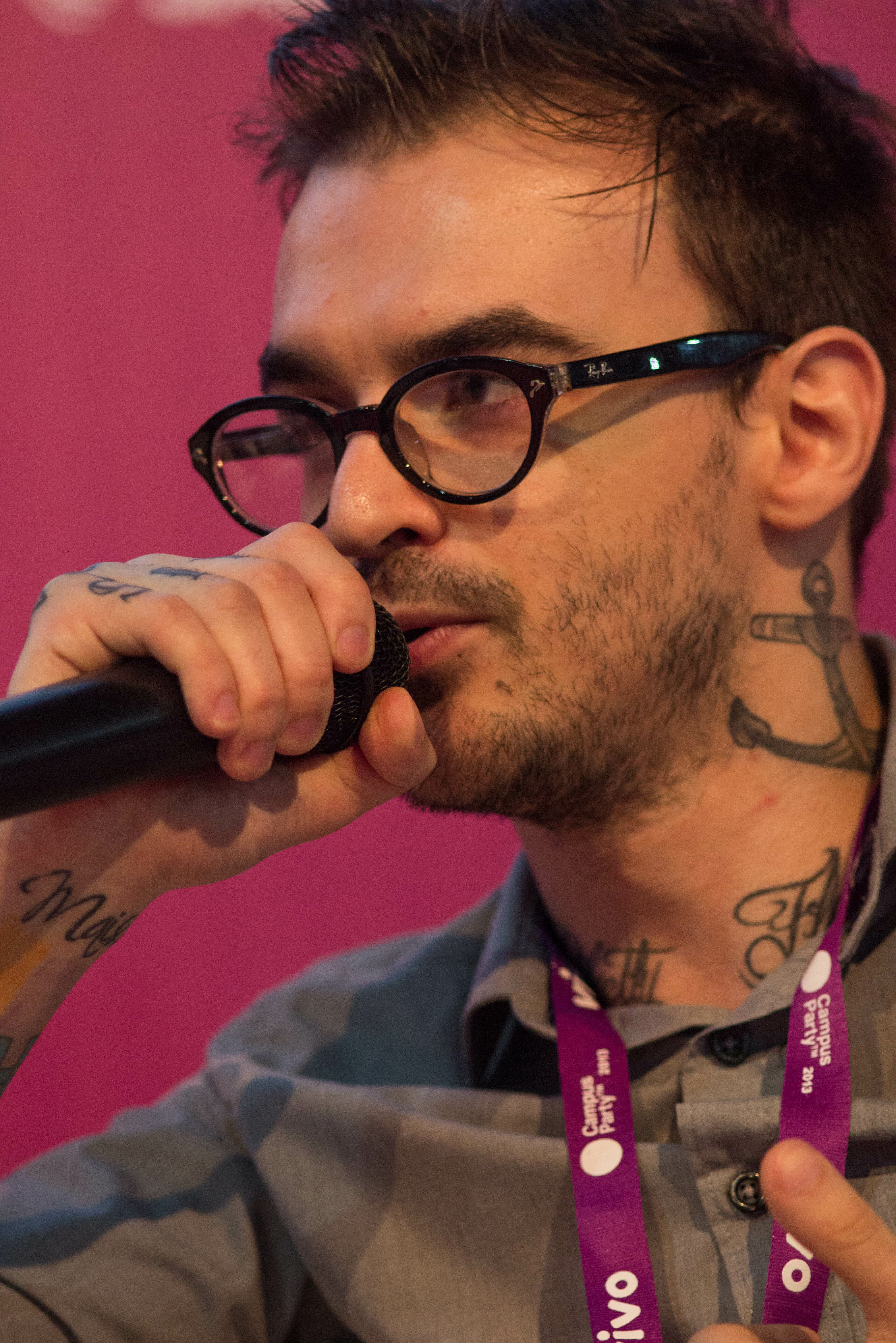
PC Siqueira, vlogger e apresentador brasileiro.

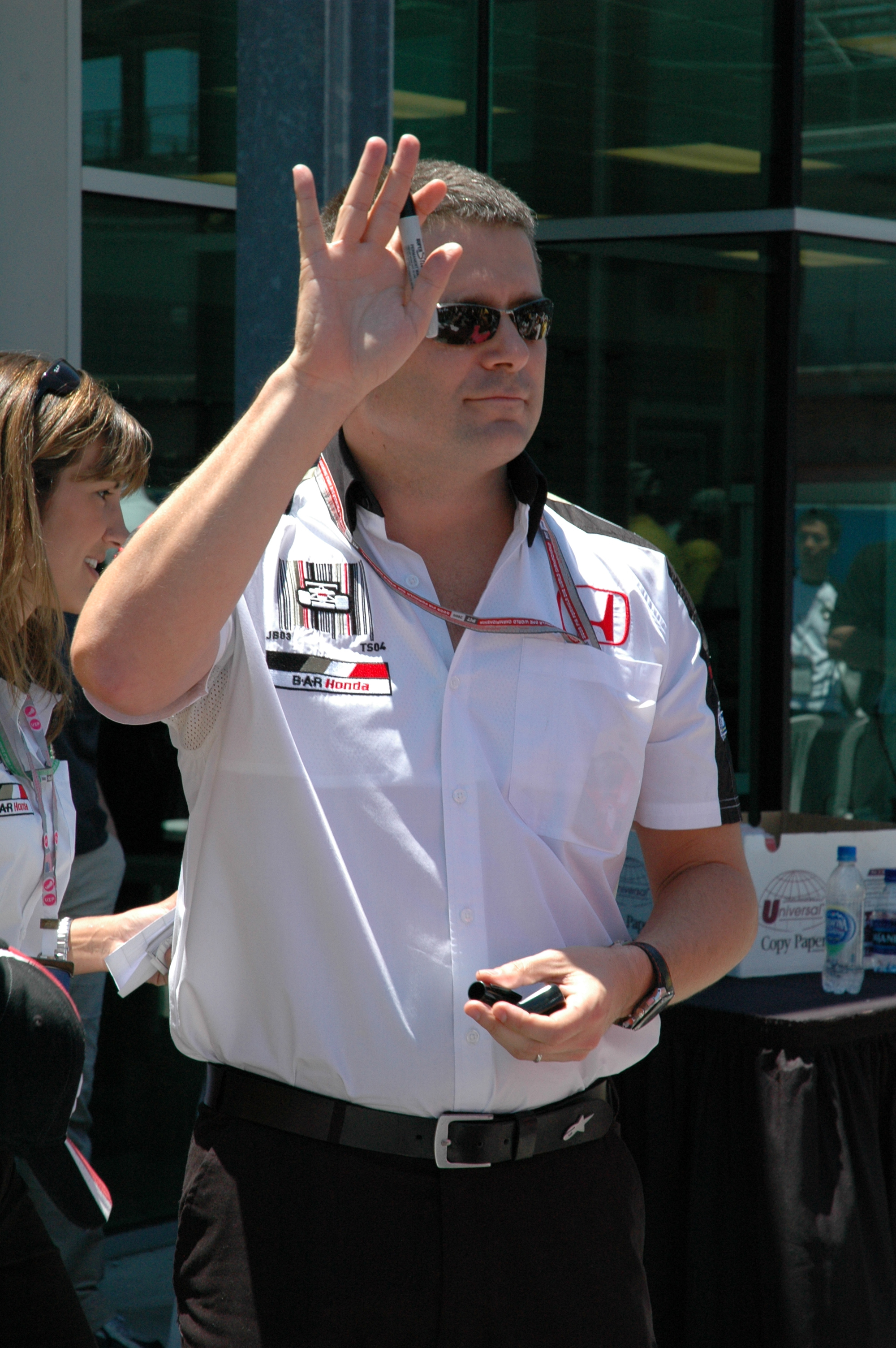
Gil de Ferran, piloto e dirigente esportivo brasileiro.

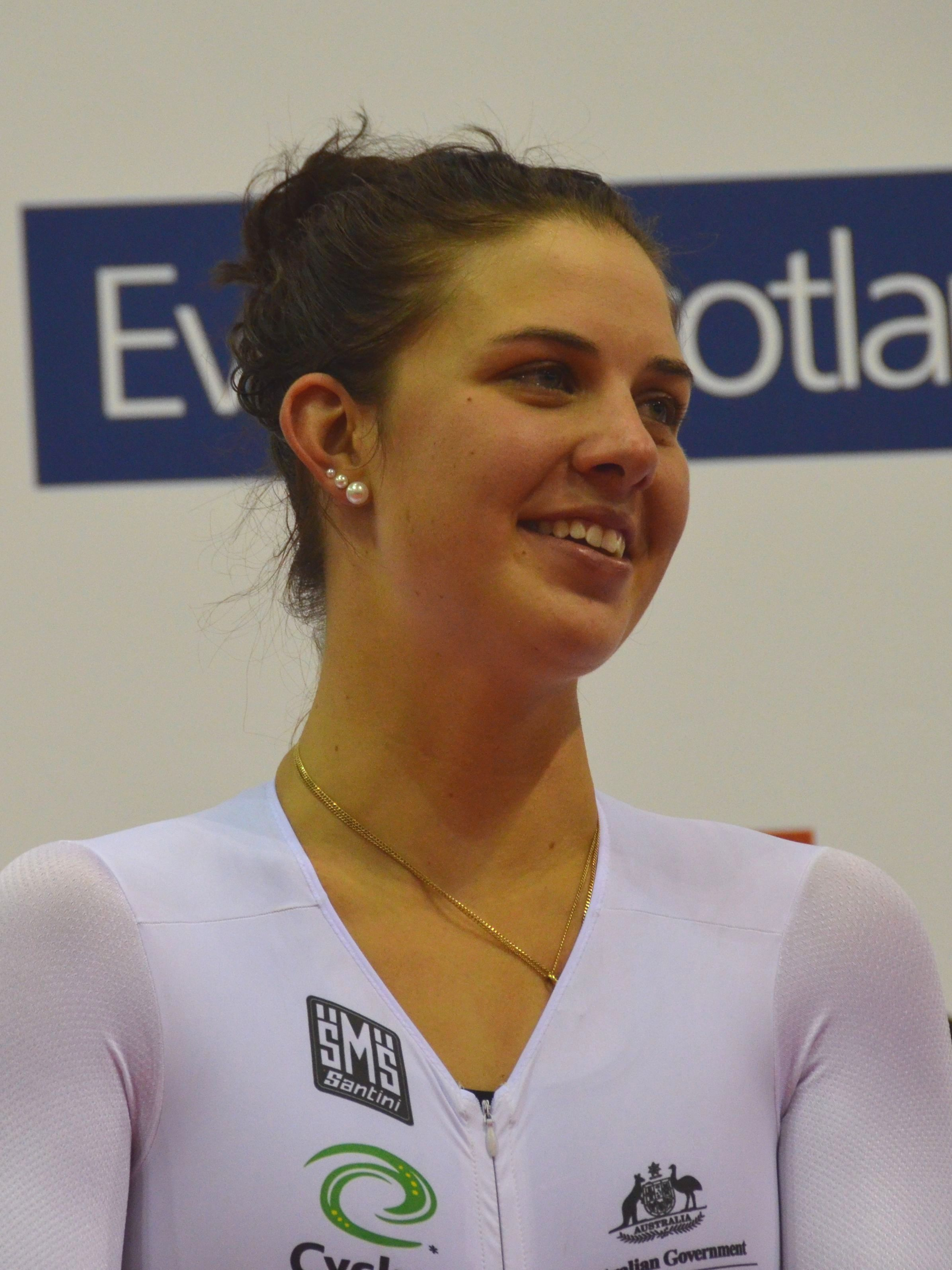
Melissa Hoskins, ciclista australiana.

| Dia | Nome                             | Profissão ou motivo de reconhecimento | Nacionalidade              | Nasc. | Ref     |
| --- | -------------------------------- | ------------------------------------- | -------------------------- | ----- | ------- |
| 1   | Sandra Day O'Connor              | Jurista                               | Estados Unidos             | 1930  | [ 1 ]   |
| 1   | Brigit Forsyth                   | Atriz                                 | Reino Unido                | 1940  | [ 2 ]   |
| 2   | Concha Velasco                   | Atriz                                 | Espanha                    | 1939  | [ 3 ]   |
| 2   | Luís Araújo                      | General                               | Portugal                   | 1949  | [ 4 ]   |
| 2   | António Brás Monteiro            | Empresário                            | Portugal                   | 1926  | [ 5 ]   |
| 3   | Antônio Bispo dos Santos         | Filósofo                              | Brasil                     | 1959  | [ 6 ]   |
| 3   | Sigurdur Helgason                | Matemático                            | Islândia/ Estados Unidos   | 1927  | [ 7 ]   |
| 3   | Léonard Gianadda                 | Engenheiro                            | Suíça                      | 1935  | [ 8 ]   |
| 4   | Queta Lavat                      | Atriz                                 | México                     | 1929  | [ 9 ]   |
| 4   | Gil Brother Away                 | Comediante                            | Brasil                     | 1957  | [ 10 ]  |
| 4   | Juanita Castro                   | Espiã                                 | Estados Unidos/ Cuba       | 1933  | [ 11 ]  |
| 4   | Aldo Pinto                       | Político                              | Brasil                     | 1939  | [ 12 ]  |
| 4   | James Easton                     | Engenheiro                            | Estados Unidos             | 1935  | [ 13 ]  |
| 4   | Josef Vacenovský                 | Futebolista                           | Chéquia/ Tchecoslováquia   | 1937  | [ 14 ]  |
| 4   | Araken Vaz Galvão                | Escritor                              | Brasil                     | 1936  | [ 15 ]  |
| 5   | Denny Laine                      | Músico                                | Reino Unido                | 1944  | [ 16 ]  |
| 5   | Norman Lear                      | Roteirista e produtor de televisão    | Estados Unidos             | 1922  | [ 17 ]  |
| 5   | Constantino de Liechtenstein     | Príncipe                              | Liechtenstein              | 1972  | [ 18 ]  |
| 6   | Ennio Candotti                   | Físico                                | Brasil                     | 1942  | [ 19 ]  |
| 6   | Alfredo Bonanno                  | Escritor e anarquista                 | Itália                     | 1937  | [ 20 ]  |
| 6   | Barbara Levick                   | Historiadora                          | Reino Unido                | 1931  | [ 21 ]  |
| 7   | Benjamin Zephaniah               | Escritor                              | Reino Unido                | 1958  | [ 22 ]  |
| 7   | Teresa Silva Carvalho            | Cantora                               | Portugal                   | 1935  | [ 23 ]  |
| 7   | Nuno Graciano                    | Apresentador e empresário             | Portugal                   | 1968  | [ 24 ]  |
| 7   | Pierre Berthelot                 | Matemático                            | França                     | 1943  | [ 25 ]  |
| 7   | Emiko Miyamoto                   | Voleibolista                          | Japão                      | 1937  | [ 26 ]  |
| 7   | Vera Molnár                      | Artista                               | Hungria/ França            | 1924  | [ 27 ]  |
| 7   | Emmanuelle Debever               | Atriz                                 | França                     | 1963  | [ 28 ]  |
| 7   | Bent Fuglede                     | Matemático                            | Dinamarca                  | 1925  | [ 29 ]  |
| 8   | Ryan O'Neal                      | Ator e pugilista                      | Estados Unidos             | 1941  | [ 30 ]  |
| 8   | Jacques Duquesne                 | Futebolista                           | Bélgica                    | 1940  | [ 31 ]  |
| 8   | Peter-Michael Kolbe              | Remador                               | Alemanha                   | 1953  | [ 32 ]  |
| 8   | Maria João Quadros               | Fadista                               | Portugal                   | 1950  | [ 33 ]  |
| 8   | Paul Unruh                       | Basquetebolista                       | Estados Unidos             | 1928  | [ 34 ]  |
| 8   | Tony Tarantino                   | Ator e compositor                     | Estados Unidos             | 1940  | [ 35 ]  |
| 10  | Gao Yaojie                       | Ginecologista                         | China                      | 1927  | [ 36 ]  |
| 10  | Dieter Stolte                    | Jornalista                            | Alemanha                   | 1934  | [ 37 ]  |
| 10  | Isabel Lhano                     | Artista plástica                      | Portugal                   | 1953  | [ 38 ]  |
| 11  | Zahara                           | Cantora                               | África do Sul              | 1988  | [ 39 ]  |
| 11  | Andre Braugher                   | Ator                                  | Estados Unidos             | 1962  | [ 40 ]  |
| 12  | Kostas Nestoridis                | Futebolista                           | Grécia                     | 1930  | [ 41 ]  |
| 12  | John Pocock                      | Historiador                           | Nova Zelândia              | 1924  | [ 42 ]  |
| 13  | Antonio Juliano                  | Futebolista                           | Itália                     | 1942  | [ 43 ]  |
| 13  | Pedro Henrique                   | Cantor                                | Brasil                     | 1993  | [ 44 ]  |
| 14  | George McGinnis                  | Basquetebolista                       | Estados Unidos             | 1950  | [ 45 ]  |
| 14  | Qapik Attagutsiak                | Caçadora                              | Canadá                     | 1920  | [ 46 ]  |
| 14  | Lee Redmond                      | Recordista do Guinness Book           | Estados Unidos             | 1941  | [ 47 ]  |
| 15  | Guy Marchand                     | Ator                                  | França                     | 1937  | [ 48 ]  |
| 15  | Waldomiro Bariani Ortêncio       | Escritor e compositor                 | Brasil                     | 1923  | [ 49 ]  |
| 15  | Hans Selander                    | Futebolista                           | Suécia                     | 1945  | [ 50 ]  |
| 16  | Nawaf Al-Ahmad Al-Jaber Al-Sabah | Emir                                  | Kuwait                     | 1937  | [ 51 ]  |
| 16  | Colin Burgess                    | Músico                                | Austrália                  | 1946  | [ 52 ]  |
| 16  | Carlos Lyra                      | Cantor, compositor e violonista       | Brasil                     | 1933  | [ 53 ]  |
| 16  | Antonio Negri                    | Filósofo e político                   | Itália                     | 1933  | [ 54 ]  |
| 16  | Bernd Siebert                    | Político                              | Alemanha                   | 1949  | [ 55 ]  |
| 16  | Rosita Pelayo                    | Atriz e dançarina                     | México                     | 1958  | [ 56 ]  |
| 17  | Luca de Castro                   | Ator e diretor                        | Brasil                     | 1953  | [ 57 ]  |
| 17  | Otar Iosseliani                  | Cineasta                              | Geórgia/ União Soviética   | 1934  | [ 58 ]  |
| 17  | James McCaffrey                  | Ator                                  | Estados Unidos             | 1958  | [ 59 ]  |
| 18  | Giovanni Anselmo                 | Escultor                              | Itália                     | 1934  | [ 60 ]  |
| 18  | Dan Greenburg                    | Escritor e roteirista                 | Estados Unidos             | 1936  | [ 61 ]  |
| 18  | Bo Larsson                       | Futebolista                           | Suécia                     | 1944  | [ 62 ]  |
| 18  | Arno Mayer                       | Historiador                           | Luxemburgo/ Estados Unidos | 1926  | [ 63 ]  |
| 19  | Ed Budde                         | Jogador de futebol americano          | Estados Unidos             | 1940  | [ 64 ]  |
| 19  | Ary Sanches                      | Cantor                                | Brasil                     | 1943  | [ 65 ]  |
| 19  | Giulio De Stefano                | Velejador                             | Itália                     | 1929  | [ 66 ]  |
| 19  | Arlete Hilu                      | Criminosa                             | { Brasil                   | 1945  | [ 67 ]  |
| 21  | Robert Solow                     | Economista                            | Estados Unidos             | 1924  | [ 68 ]  |
| 21  | Alexei Starobinski               | Astrofísico e cosmólogo               | Rússia/ União Soviética    | 1948  | [ 69 ]  |
| 21  | Frederic Raurell                 | Teólogo                               | Espanha                    | 1930  | [ 70 ]  |
| 22  | Thomas Stafford Williams         | Cardeal                               | Nova Zelândia              | 1930  | [ 71 ]  |
| 22  | Dimas Filgueiras                 | Futebolista                           | Brasil                     | 1944  | [ 72 ]  |
| 22  | Alexei Viktorovich Chernavski    | Matemático                            | Rússia/ União Soviética    | 1938  | [ 73 ]  |
| 23  | Antônio Carlos Figueira          | Médico                                | Brasil                     | 1960  | [ 74 ]  |
| 24  | José Häring                      | Prelado                               | Alemanha/ Brasil           | 1940  | [ 75 ]  |
| 24  | David Leland                     | Ator e roteirista                     | Reino Unido                | 1937  | [ 76 ]  |
| 24  | Eveline Gottzein                 | Engenheira                            | Alemanha                   | 1931  | [ 77 ]  |
| 26  | Lesley McNaught                  | Ginete                                | Suíça / Reino Unido        | 1964  | [ 78 ]  |
| 26  | Wolfgang Schäuble                | Político                              | Alemanha                   | 1942  | [ 79 ]  |
| 26  | Tom Smothers                     | Comediante, compositor e músico       | Estados Unidos             | 1937  | [ 80 ]  |
| 26  | James Ray                        | Basquetebolista                       | Estados Unidos             | 1957  | [ 81 ]  |
| 27  | Odete Santos                     | Política                              | Portugal                   | 1941  | [ 82 ]  |
| 27  | Jacob Barata                     | Empresário e banqueiro                | Brasil                     | 1932  | [ 83 ]  |
| 27  | Lee Sun-kyun                     | Ator                                  | Coreia do Sul              | 1975  | [ 84 ]  |
| 27  | Gaston Glock                     | Engenheiro e empresário               | Áustria                    | 1929  | [ 85 ]  |
| 27  | Jacques Delors                   | Político                              | França                     | 1925  | [ 86 ]  |
| 27  | PC Siqueira                      | Vlogger e apresentador                | Brasil                     | 1986  | [ 87 ]  |
| 27  | Herb Kohl                        | Político e empresário                 | Estados Unidos             | 1935  | [ 88 ]  |
| 28  | François Bracci                  | Futebolista                           | França                     | 1951  | [ 89 ]  |
| 28  | Norair Arakelian                 | Matemático                            | Armênia/ União Soviética   | 1936  | [ 90 ]  |
| 29  | Gil de Ferran                    | Piloto e dirigente esportivo          | França/ Brasil             | 1967  | [ 91 ]  |
| 29  | Gustavo Cisneros                 | Empresário                            | Venezuela                  | 1945  | [ 92 ]  |
| 29  | Les McCann                       | Pianista                              | Estados Unidos             | 1935  | [ 93 ]  |
| 29  | Filomena Marona Beja             | Escritora                             | Portugal                   | 1944  | [ 94 ]  |
| 30  | Tom Wilkinson                    | Ator                                  | Reino Unido                | 1948  | [ 95 ]  |
| 30  | John Pilger                      | Jornalista                            | Austrália                  | 1939  | [ 96 ]  |
| 30  | Nelma Costa                      | Atriz                                 | Brasil                     | 1922  | [ 97 ]  |
| 30  | Luboš Kohoutek                   | Astrônomo                             | Chéquia/ Tchecoslováquia   | 1935  | [ 98 ]  |
| 30  | Cindy Morgan                     | Atriz e cineasta                      | Estados Unidos             | 1954  | [ 99 ]  |
| 31  | Melissa Hoskins                  | Ciclista                              | Austrália                  | 1991  | [ 100 ] |
| 31  | Cale Yarborough                  | Automobilista e empresário            | Estados Unidos             | 1939  | [ 101 ] |
| 31  | Ana Ofelia Murguía               | Atriz                                 | México                     | 1933  | [ 102 ] |